# モバイルコンテンツ審査・運用監視機構
一般社団法人モバイルコンテンツ審査・運用監視機構（モバイルこんてんつしんさうんようかんしきこう、英: Content Evaluation and Monitoring Association、略称：EMA）とは、日本の携帯電話事業者が各々定めている有害サイトへのフィルタリングについて公正性、透明性、多様性を確保するため、2008年4月に設立された第三者機関である。
2018年5月31日をもって解散、認定コンテンツの運用監視は2019年4月末で終了した。

## 設立の背景
青少年への携帯電話の普及拡大と、モバイルインターネットの進展により、青少年がインターネットコンテンツに触れる機会が拡大していたが、携帯電話フィルタリングサービスの対象となる年齢層には小学生から高校生、あるいは大学生まで幅広い年齢に及び、個人の様々な価値観に対応できる仕組みとなっていなかった。結果として、フィルタリングサービスの不利用という、リスクの高い選択を強いる状況が生じていた。
また、携帯電話フィルタリングサービスの選定基準や範囲は、携帯電話事業者の裁量に委ねられており、自社サービスへの誘導を行いうるなどの恣意性が指摘されていた。
そこで、2008年4月25日、総務省は「携帯電話・PHSのフィルタリングサービスの改善等に関する携帯電話事業者等への要請」を行い、フィルタリングサービスの導入を促進するため、第三者機関により認定されたサイトや推奨されたアクセス制限すべきカテゴリーが反映されるよう協議し、対応することや、その周知をすること、早期実施等を行うことを求めた。
上記の要請に基づき、携帯電話事業者各社は、EMAが管理体制について一定基準を満たしていると認定したサイトをブラックリスト方式（特定分類アクセス制限方式）の中から排除することとした。
本来のフィルタリングサービスとは、情報発信者がその特性をラベリングし、情報受信者が主体的に選択することでアクセスを制限するものと位置づけられている。また携帯電話事業者では、ブラックリスト方式の対象を中学生として基準設定がなされている。すなわち、フィルタリング方式について、国、通信事業者とも十代後半を含む全青少年の絶対的な安全を保証する仕組みは想定しておらず、そのような制度設計の下で、EMAを始めとする第三者機関が位置づけられている点に留意が必要である。なお、マスコミが使用している「健全サイト認定」という用語をEMAは用いていない。

## 機関設計
認定制度の中立性を担保するため、理事会、基準策定委員会、審査・運用監視委員会がそれぞれ独立した機関として定められており、理事会はサイト認定の権限を持たず、基準策定委員会や審査・運用監視委員会への指揮・監督権限を有していない。また事業者は理事に就任していない。
なお、基準策定委員会及び審査・運用監視委員会の委員は、利害関係を有しない第三者の学識経験者で構成されている。

## 認定制度
コミュニティサイト運用管理体制認定基準に基づくコミュニティサイト運用管理体制認定制度を設けている。この制度は、ユーザーからの情報発信がなされる双方向サイトを対象としており、青少年の利用を前提としたサイトの管理体制が構築できているかを審査の対象とするものである。
認定制度の実施は2008年8月より行われており、今日、どのサイトが認定されているかについては、EMAのウェブサイト上にあるコミュニティサイト運用管理体制認定制度 認定サイト情報にて開示されている。

### コミュニティサイト運用管理体制認定制度
SNS・ブログ・電子掲示板・動画共有サービスなどが該当する。
審査基準として基本方針、サイトパトロール体制、ユーザー対応、啓発・教育の4分野、22項目の審査項目を充足することが必要である。
認定付与後も定期レポートの定期的な提出が求められており、EMAが同レポートやユーザーの通報を受けて都度、確認、指摘、是正を行う場合がある。認定期間の1年以降も認定を継続するためにはEMAによる更新審査を受ける必要がある。

### サイト表現運用管理体制認定制度
携帯コミックなどのコミュニティサイト運用管理体制認定制度対象サイト以外のものが該当する。

## 問題点

### 児童犯罪
- 09年に児童が買春などの犯罪被害に遭うきっかけとなった非出会い系サイト上位10サイトのうち7サイトが、一般社団法人「モバイルコンテンツ審査・運用監視機構」から「健全な運用管理体制の基準に合致している」と認定されていたことが警察当局の調べで分かった。被害児童の44％がこの7サイトを通じて被害に遭っていた。認定サイトは有害サイトへのアクセスを制限するフィルタリングの対象外になっており、認定基準や運用監視のあり方に疑問が出ている[8]。
- 2011年のNHKが発表したところによると児童犯罪に巻き込まれた原因の6割が「健全」と当機構に認定されたサイトによるものであったと報じた。そのため警視庁は監視を強化するように呼びかけている[9]

### 行政サイド
- 青少年が安全に安心してインターネットを利用できる環境の整備等に関する法律
- モバイルコンテンツ
- 日本における携帯電話
- フィルタリング (有害サイトアクセス制限)
- インターネットコンテンツ審査監視機構（I-ROI）
- Platform for Internet Content Selection (PICS)
- ネット利用の安全と未来推進会議
- ネット社会健全化推進議員連盟
- ネット社会の健全な発展に向けた連絡協議会

### コンテンツサイド
- インターネットコンテンツセーフティ協会
- en高校生（現：クラスブック）- エン・ジャパンからディスコに移管したため、エン・ジャパンとして認定を一時的に取り消され、ディスコにより再認定されたケース。
- ポケゲー - 現在の時点で唯一の認定取り消し事例を受けたサイト。
- gumi - 初めて認定が失効したサイト。[要出典]
- MySpace （MySpace Mobile）- 日本国内での携帯電話向けサービスを2010年9月末に終了により、審査更新を待たずに終了。[要出典]